# Astrophorida
Astrophorida é uma ordem de esponjas da classe Demospongiae.